# Luitré
Luitré korábbi község Franciaországban, Ille-et-Vilaine megyében. Lakosainak száma 1287 fő (2018. január 1.). Luitré Juvigné, Saint-Pierre-des-Landes, La Pellerine, La Chapelle-Janson, La Selle-en-Luitré, Javené, Parcé, Dompierre-du-Chemin és Princé községekkel határos.
2019. január 1-jén Dompierre-du-Chemin korábbi községgel egyesült és az így létrejött Luitré-Dompierre új község része lett.

## Népesség
A település népességének változása:
| Lakosok száma | 1306 | 1299 | 1344 | 1295 | 1287 |
|               | 2013 | 2015 | 2016 | 2017 | 2018 |